# كارلوس كاستيلو برانكو
كارلوس كاستيلو برانكو (بالإنجليزية: Carlos Castello Branco)‏ (25 يونيو 1920، تيريسينا في البرازيل - 1 يونيو 1993، ريو دي جانيرو في البرازيل)؛ كاتب، صحفي وروائي برازيلي.